# Рудаков, Леонид Николаевич
Леонид Николаевич Рудаков (7 октября 1911 — 25 февраля 1981) — советский хозяйственный, государственный и политический деятель.

## Биография
Родился в 1911 году. Член КПСС.
Участник Великой Отечественной войны. С 1928 года — на хозяйственной, общественной и политической работе. В 1928—1971 гг. —  на бумажной фабрике «Сокол», на производстве, в партийных органах Ивановской и Вологодской областей, 1-й секретарь Череповецкого городского комитета КПСС, секретарь Вологодского областного комитета КПСС, 2-й секретарь Вологодского областного комитета КПСС, председатель Вологодского областного совета профсоюзов.
Избирался депутатом Верховного Совета РСФСР 7-го созыва.
Умер в феврале 1981 года.